# Rogowo, Stargardzki
Rogowo [rɔˈɡɔvɔ] (tiếng Đức Rogello) là một ngôi làng thuộc khu hành chính của Gmina Stargard, thuộc huyện Stargardzki, Zachodniopomorskie, ở phía tây bắc Ba Lan. Nó nằm khoảng 9 kilômét (6 mi) phía tây bắc Stargard và 27 km (17 mi) về phía đông của thủ đô khu vực Szczecin.
Ngôi làng có dân số 149.